# Österreichische Schule Guatemala
Die Österreichische Schule Guatemala (Instituto Austriaco Guatemalteco, IAG) befindet sich in der Zone 16 im Departamento Guatemala in der guatemaltekischen Hauptstadt Guatemala-Stadt. Sie ist nach österreichischem Lehrplan eine private Schule, die verschiedene Schultypen beherbergt. Sie ist nach dem St. Georgs-Kolleg die zweitälteste österreichische Auslandsschule.

## Beschreibung
Die Österreichische Schule Guatemala ist ein Schulkomplex auf einem acht Hektar großen Areal, auf dem sich unter anderem ein Kindergarten, die Vorschule (Preprimaria), die Volksschule (Primaria) und das Realgymnasium (Secundaria) befindet. Der Unterricht richtet sich größtenteils nach österreichischem Lehrplan.
Den Ursprung hat die Österreichische Schule Guatemala als Kindergarten und Volksschule mit dem Namen „Instituto Austriaco Guatemalteco“, wo sie 1958 vom Österreicher Harald König als Privatschule gegründet wurde. Im selben Jahr wurde der „Österreichisch guatemaltekische Kulturverein“ gegründet und die Volksschule seitens der guatemaltekischen Regierung gesetzlich anerkannt. Österreich entsendete daraufhin Lehrmaterial.
1966 wurde die Bildungseinrichtung von der Republik Österreich erworben, die administrative Leitung übernahm der „Österreichisch guatemaltekische Kulturverein“ (Asociación Cultural Austriaco Guatemalteca (ACAG)). Ab 1968 wurden vom österreichischen Bildungsministerium Subventionslehrer an die Schule entsandt. Im Jahr 1973 erreichte der damalige Direktor Günther Edelmann die Genehmigung einer Sekundaria.
Bei den bisher schwersten Erdbeben in Guatemala am 4. Februar 1976, wo etwa 23.000 Menschen starben, wurde das Schulgebäude zum Teil schwer beschädigt, so dass erst einen Monat später der Unterricht wieder fortgesetzt werden konnte.
Ende 1980 wurde die „Österreichisch-guatemaltekische Kulturstiftung“ (Fundación Cultural Austriaco Guatemalteca) als Schulerhalter der Österreichischen Schule Guatemala gegründet.
1986 wurde der „Colegio Viena“ errichtet. Dabei handelt es sich um eine Parallelschule, in welcher der Unterricht in spanischer Unterrichtssprache ausschließlich mit guatemaltekischen Lehrern erfolgt. Diese Schule gehört formal nicht zur österreichischen Auslandsschule.

## Ausbildung
Die Ausbildung fängt nach dem Kindergarten mit der Vorschule an, geht über die Grundschule und endet mit dem Gymnasium, wobei beginnend ab der 1. Schulstufe die deutsche Sprache kontinuierlich erweitert wird, sodass die Schüler nach Beendigung der Schule die österreichischen bzw. deutschen Sprachdiplome (ÖSD, DSD) erhalten können. In den Fächern Naturwissenschaften, Informatik, Mathematik und Musik wird ausschließlich Deutschsprachiger Fachunterricht angewendet.
Die Schüler der Österreichischen Schule Guatemala erhalten nach erfolgreichem Abschluss (V. Bachillerato) sowohl das österreichische Reifeprüfungszeugnis (Matura) als auch das guatemaltekische Abschlussdiplom (Bachillerato en Ciencias y Letras), mit denen die Absolventen berechtigt sind, in den USA und der EU zu studieren.

## Leitung
- 1958–1972 Harald König[5]
- 1973–1984 Günther Edelmann
- 1984–1990 Walther Fischer
- 1991–1999 Friedrich Baaz[2]
- 1999–2000 Reinhold Hofstätter[9]
- 2001–2015 Friedrich Baaz
- seit 2016 Michael Peitler